# Fernando Marzá
Fernando Marzá Pérez (Barcelona, 1951) es un arquitecto, profesor universitario, museógrafo y comisario de exposiciones español.

## Biografía
Licenciado en Arquitectura por la Escuela Superior de Arquitectura de Barcelona, es profesor en la Escuela Técnica Superior de Arquitectura del Vallés (ETSAV) de la Universidad Politécnica de Cataluña.
Ha sido comisario de exposiciones y museógrafo del Espacio Gaudí en La Pedrera y de exposiciones para la Olimpiada Cultural de Barcelona en 1992. Marzá también ha diseñado numerosas exposiciones monográficas de varios artistas como Oteiza, Sáenz de Oiza, Chillida, Joseph Nogucci, Giacometti, Tàpies y Le Corbusier. Ha sido comisario de la Galerie de Architecture Moderne et Contemporaine de la Cité de l'Architecture et du Patrimoine del Trocadero en París; de la exposición «Cerdá, 150 años de modernidad» (2009) y comisario representante del Consejo Superior de los Colegios de Arquitectos de España en el Pabellón español de la Bienal de Venecia en 2010.
Desde el año 2017 fue comisario para la incorporación de la arquitectura en la colección del Museo Nacional Centro de Arte Reina Sofía, trabajo que concluyó en noviembre de 2021 tras la inauguración de la nueva exposición permanente, Vasos comunicantes 1881-2021.